# 어우락
어우락(베트남어: Âu Lạc, (甌雒/甌駱))은 기원전 257년 ~ 기원전 179년 사이의 베트남을 지배한 국가이다. 구월과 문랑 등의 국가들을 병합하여 남월로 편입하였다. 수도는 오늘날의 하노이 동부 지역에 위치한 꼬로아 성이다.
나라의 유일한 군주로 활동한 안즈엉브엉은 왕조를 개창하고, 산악지대의 구월지역을 병합했다. 베트남의 옛 역사 기록인 대월사기전서와 흠정월사통감강목에 따르면, 안즈엉브엉은 고촉의 왕자였다. 부친에 의해 파견되어 현재 중국 남부 지방인 광시와 윈난성을 탐사하고, 진나라 침공 때 왕국 백성들을 현재의 베트남 북부 지역으로 이주시켰다. 군대를 결성한 후, 기원전 257년경, 홍방 왕조를 멸망시켰다. 그는 자신을 "안 덩 대왕"이라고 선언했다. 이어 반 랑(Văn Lang)을 어우 락으로 개명하고, 정복 민족과 정복 민족의 이름을 합쳐 하노이 중심부에서 북동쪽으로 약 16km 경 의 홍강을 내려다보는 상류에 코로아라고 불리는 새로운 요새와 수도를 세웠다.

## 같이 보기
- 베트남의 역사
- 홍방
- 찌에우 왕조
- 조타 (남월)
- 안즈엉브엉
- 꼬로아성
- 백월